# واحد ۵۷۰۰
واحد ۵۷۰۰ (انگلیسی: Unit 5700) یک واحد ویژه از نیروی هوایی اسرائیل است که وظیفه ایجاد و اداره پایگاه‌های موقت فرود برای حمل و نقل، تقویت، تدارکات و سایر اهداف را برعهده دارد. این واحد به همراه واحد شلداگ و واحد ۶۶۹، شاخه نیروهای ویژه نیروی هوایی اسرائیل را تشکیل می‌دهند و به‌عنوان یگان‌های زیرمجموعه بال هفتم هوایی فعالیت می‌کنند. این یگان در سال ۱۹۷۳ تأسیس شد. واحد ۵۷۰۰ در پایگاه هوایی نواتیم مستقر است.

## تاریخچه
این واحد در ۱۰ دسامبر ۱۹۷۳ در پایگاه هوایی لود تأسیس شد. آوراهام شاویت اولین کسی بود که این واحد را که در آن زمان «شاخه مسیر» نامیده می‌شد، تأسیس کرد. در جنگ یوم کیپور، این واحد تحت فرماندهی آموس اردن شرکت کرد.
واحد ۵۷۰۰ در سال ۱۹۷۸ در عملیات لیتانی حضور فعال داشت. در جنگ لبنان در سال ۱۹۸۲، این واحد در فرودگاه بین‌المللی بیروت برای عملیات نیروی هوایی و در انصار، مرجعیون و دامور مستقر شد. در عملیات موشه، سربازان این واحد در تخلیه یهودیان اتیوپیایی کمک کردند. این واحد همچنین کمک‌های بشردوستانه را به رواندا منتقل کرد و در تمرینات نظامی در مکزیک شرکت داشت. در سال ۲۰۰۹، این واحد در پایگاه هوایی نواتیم مستقر شد.
در سال ۲۰۰۹ واحد ۵۷۰۰ به فرماندهی نیروهای ویژه هوایی نیروی هوایی اسرائیل پیوست. این یگان در سال ۲۰۲۲ به شاخه نیروهای ویژه هوایی منتقل شد. این واحد همچنین در جنگ غزه شرکت کرد. در سال ۲۰۲۴، برای اولین بار پرسنل زن در این واحد حضور پیدا کردند.